# Villa rustica (Walldorf)

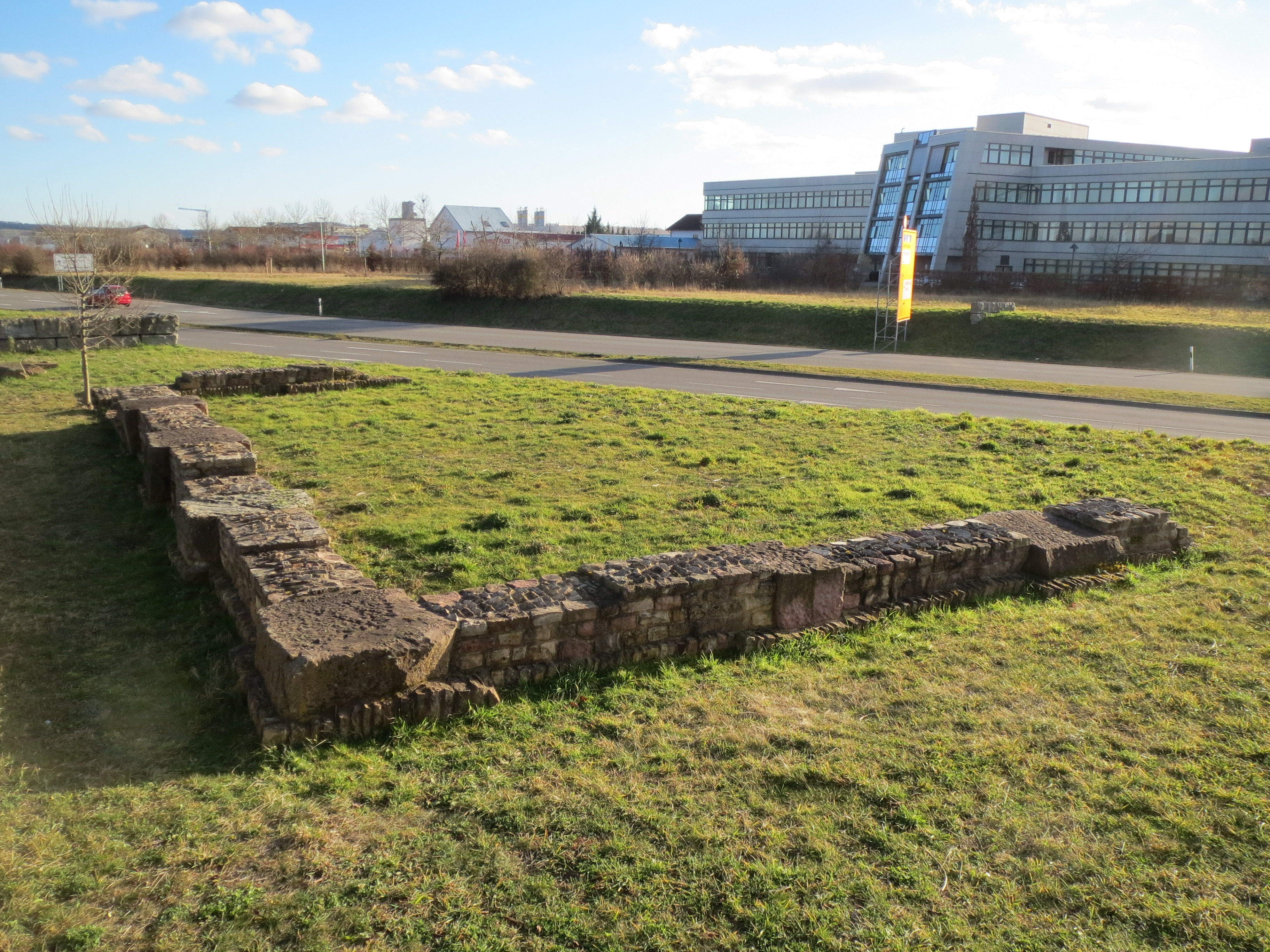
Restaurierte Grundmauern im Gewerbegebiet Walldorf

Die Villa rustica von Walldorf war ein großes römerzeitliches Landgut, möglicherweise eine kaiserliche Domäne, auf dem Gebiet der heutigen Stadt Walldorf im Rhein-Neckar-Kreis des Landes Baden-Württemberg.

## Lage

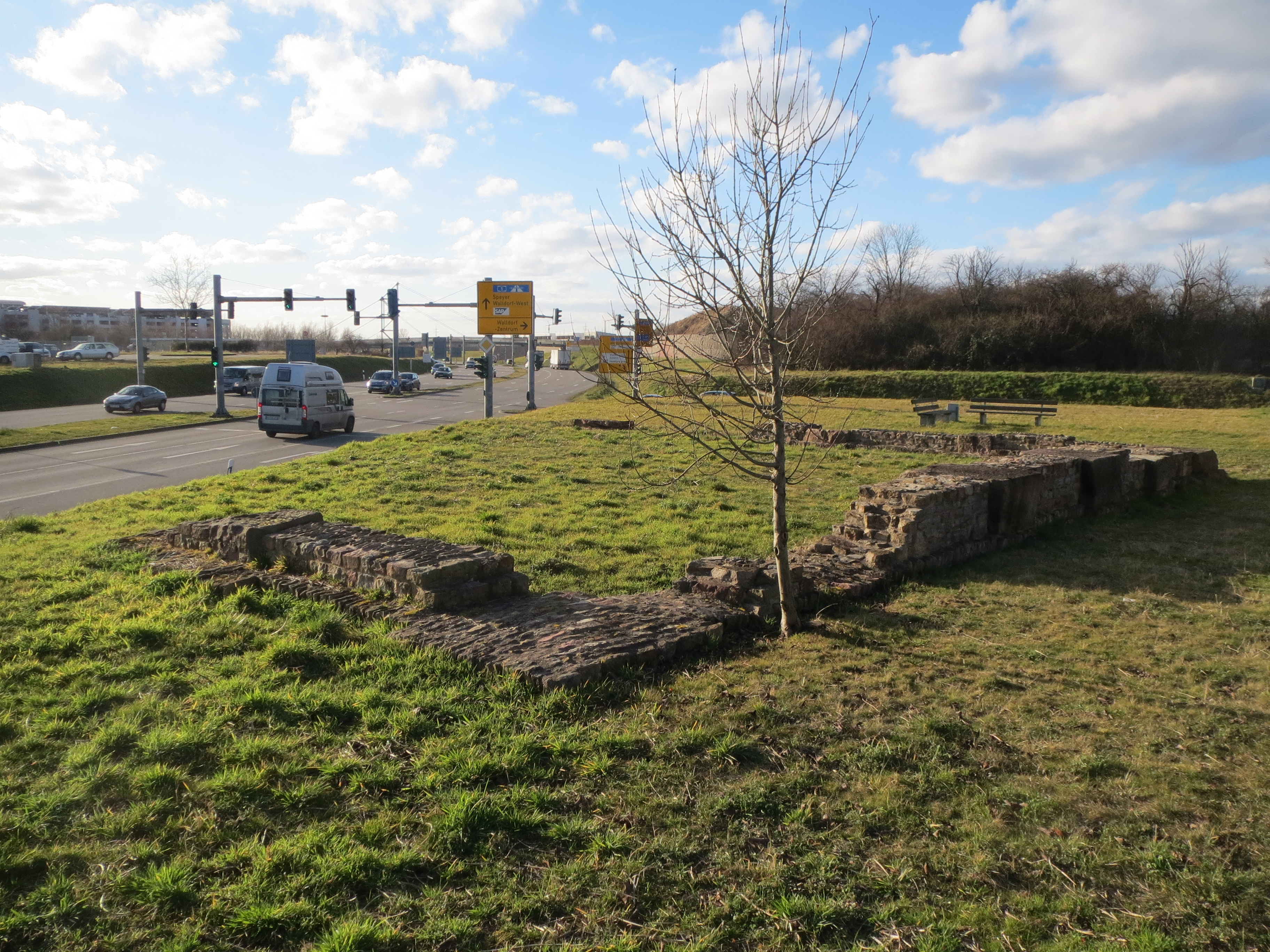
Restaurierte Grundmauern im Gewerbegebiet Walldorf

Topographisch befand sich das Anwesen am Rande der Oberrheinebene nahe einem in diese hineinragenden, durch glaziale Anwehungen entstandenen Ausläufer des Vorgebirges des Kraichgaus. Der Platz war vermutlich frei von Hochwassern und wurde durch einen künstlichen, vom Leimbach herangeführten Frischwasserkanal sowie durch Brunnen über hinreichend Trink- und Brauchwasser versorgt. Über einen weiteren, Transportzwecken dienenden Kanal war das Landgut mit dem Vicus von Wiesloch verbunden. Im modernen siedlungs- und verkehrsgeographischen Bild befindet sich das heutige Bodendenkmal südlich außerhalb der Stadt Walldorf am Rande eines Gewerbegebietes. An der Einmündung der Dietmar-Hopp-Allee in die Landstraße 723 sind restaurierte Mauerzüge im Gelände sichtbar gemacht und mit Infotafeln versehen worden.
Die archäologischen Ausgrabungen des Anwesens waren durch intensive Bautätigkeiten erforderlich geworden, durch die der Bestand des Gebäudekomplexes bedroht war. Die Baumaßnahmen bestanden in der Verlegung der Bundesstraße 39 und der Erschließung eines Neubaugebietes in dem Walldorfer Gewerbeareal. Die Ausgrabungen wurden in zwei Kampagnen in den Jahren 1995 und 2001/2002 von der Archäologische Denkmalpflege des Landesdenkmalamtes Baden-Württemberg unter der Leitung von Britta Rabold durchgeführt.

## Archäologische Befunde
Dabei wurde auf einer Fläche von insgesamt rund vier Hektar eine weitläufige, leicht trapezoidförmige, mit einer Umfassungsmauer eingefriedete, sich von Nordost nach Südwest erstreckende Anlage identifiziert. Innerhalb der Einfriedung ließen sich insgesamt 16 Gebäude aus zwei unterschiedlichen Bauphasen vollständig oder teilweise feststellen und voneinander differenzieren, wobei sich die generelle geographische Ausrichtung zwischen der Holz- und der Steinbauphase geringfügig änderte. Die Einfriedung selbst war vermutlich ebenfalls zweiphasig, wofür ein auf 80 Meter Länge nachvollziehbares Gräbchen neben der Südwestmauer spricht, das möglicherweise den Verlauf eines älteren Holzzaunes markiert. Innerhalb der Umfriedung konnten verschiedene Wege identifiziert werden, deren einer unmittelbar auf das Hauptgebäude zulief. Ein weiteres Wegstück befand sich an einem Durchlass an der Nordwestmauer, wo gleichzeitig ein kleineres Steinhaus (Gebäude 14) unmittelbar an die Mauer angesetzt worden war. Dieses Gebäude wurde daher als mögliches Pförtnerhäuschen interpretiert.

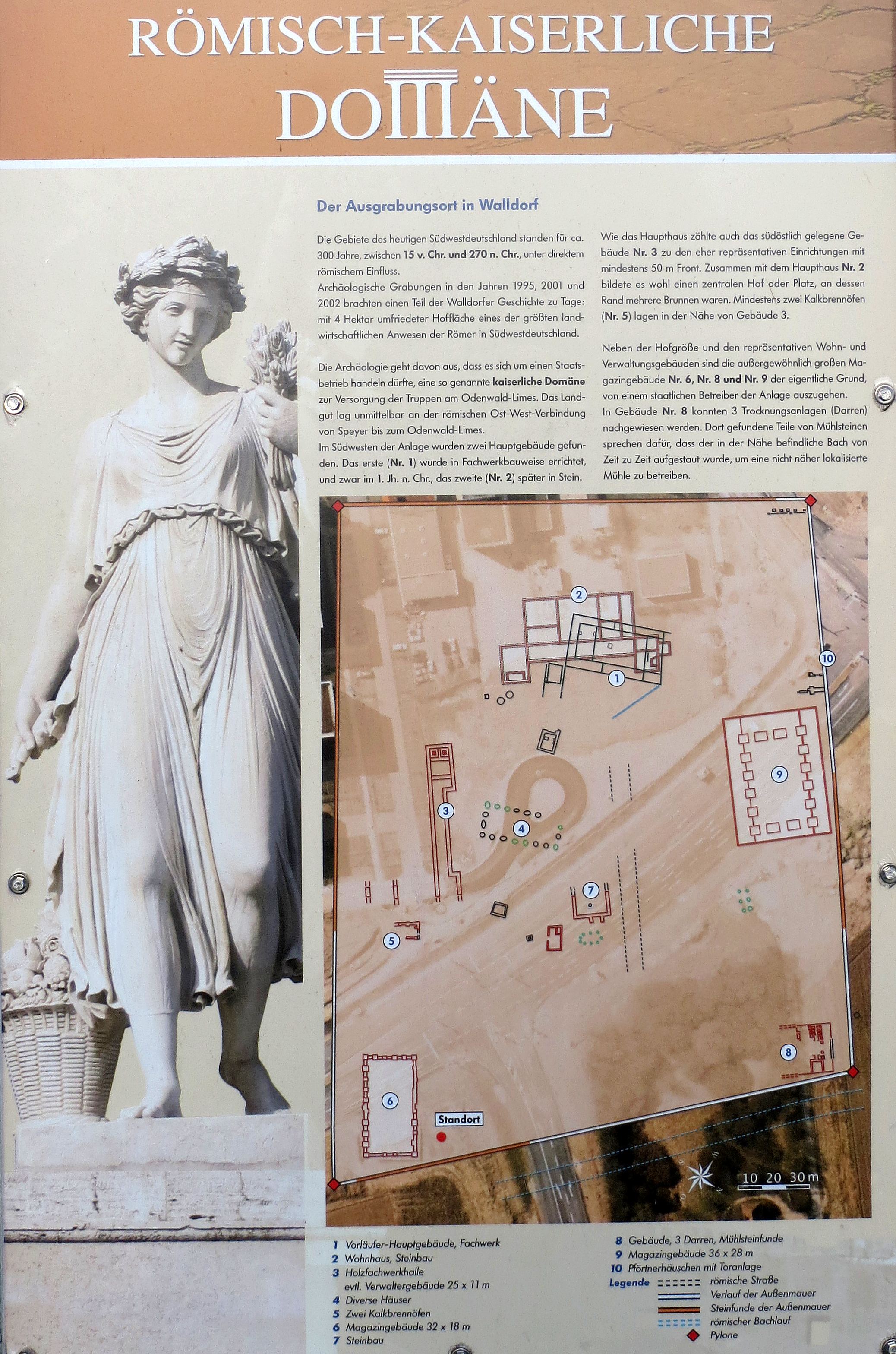
Infotafel mit Lageplan des Anwesens projiziert auf den modernen Stadtplan

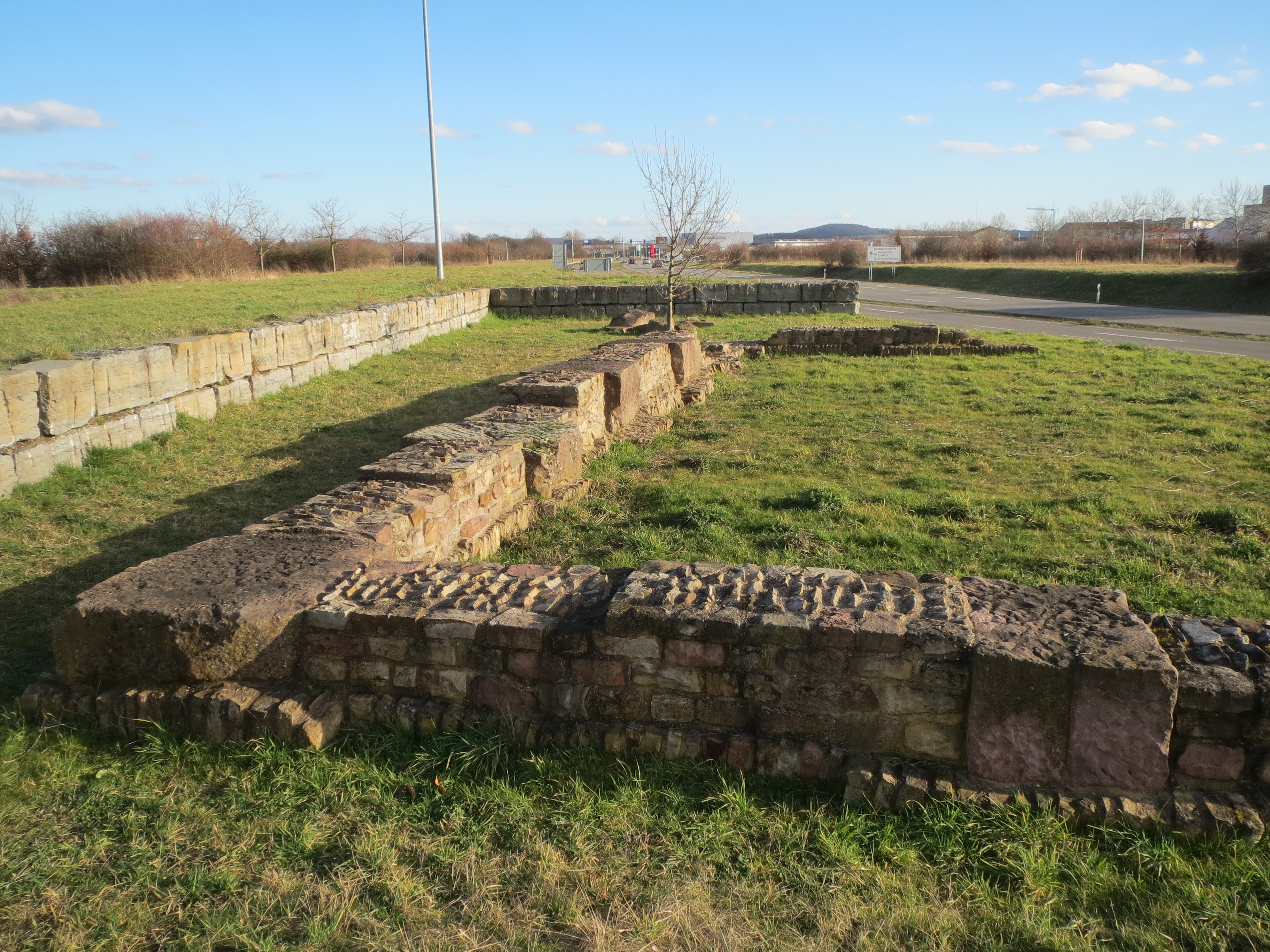
Restaurierte Grundmauern im Gewerbegebiet Walldorf

Die in den Publikationen zur Villa rustica und hier verwendeten Nummerierungen der Befunde entsprechen nicht der Nummerierung auf der vor Ort angebrachten und nebenstehend abgebildeten Infotafel. Insgesamt gliedert sich die Innenbebauung wie folgt:
| Nr. Befund | Nr. Infotafel | Bauphase | Funktion                       |
| ---------- | ------------- | -------- | ------------------------------ |
| 1          | 2             | Stein    | Hauptgebäude                   |
| 2          | -             | Holz     | unbestimmt                     |
| 3          | 3             | Stein    | unbestimmt, repräsentativ      |
| 4          | 4             | Holz     | Speichergebäude, Magazin       |
| 5          | 5             | Stein    | 2 Kalkbrennöfen                |
| 6          | 6             | Stein    | Horreum                        |
| 7          | -             | Holz     | unbestimmt                     |
| 8          | -             | ?        | unbestimmt                     |
| 9          | 7             | Stein    | unbestimmt, mit Brunnen        |
| 10         | -             | ?        | unbestimmt                     |
| 11         | -             | ?        | unbestimmt                     |
| 12         | 8             | Stein    | Horreum mit Darren, Mühlsteine |
| 13         | 9             | Stein    | Horreum                        |
| 14         | 10            | Stein    | Pförtnerhaus                   |
| 15         | -             | ?        | unbestimmt                     |
| 16         | 1             | Holz     | Hauptgebäude                   |

### Holzbauphase

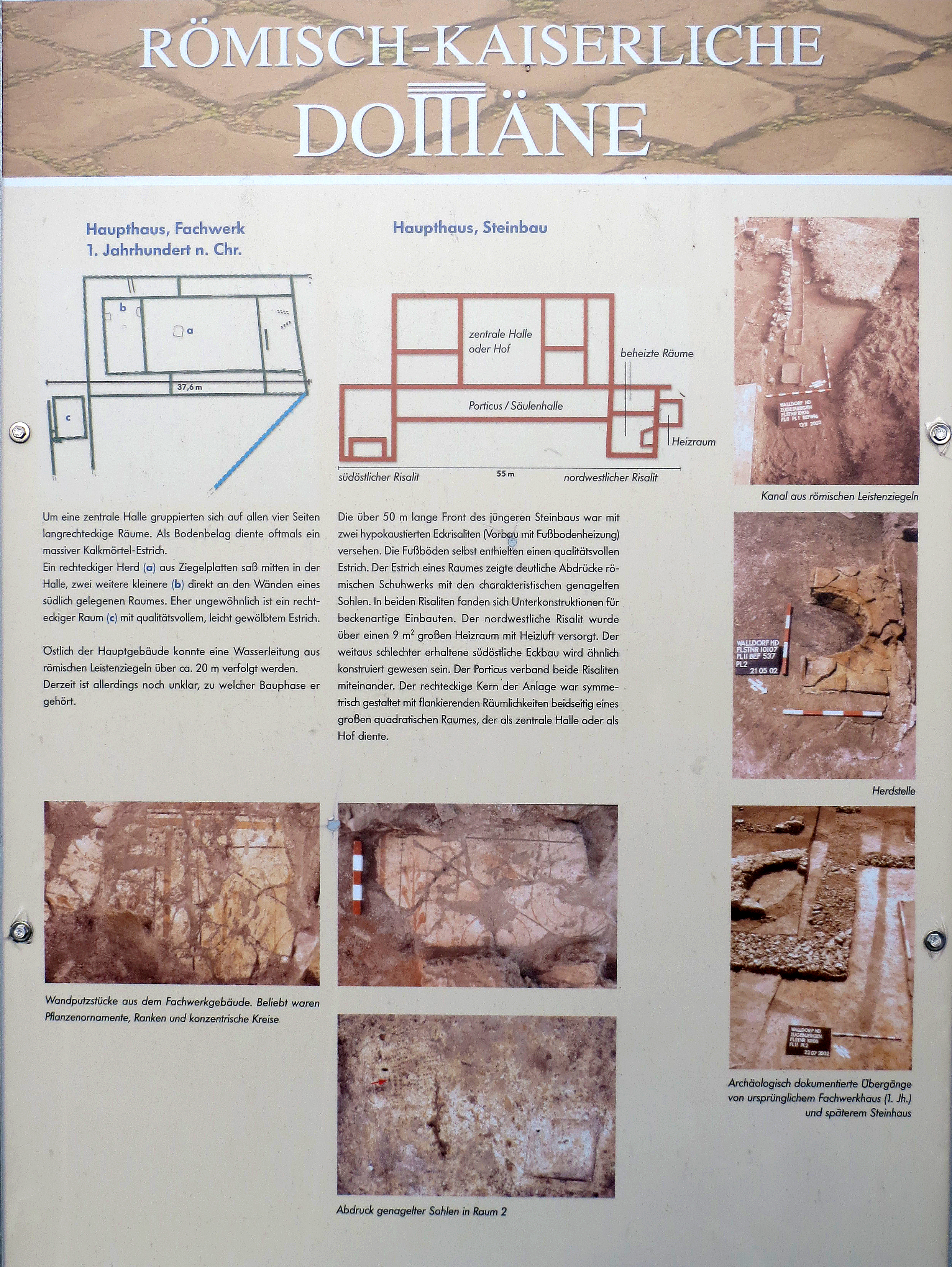
Infotafel mit den Grundrissen der Hauptgebäude

Zur Holzbauphase, die sich grob auf das erste Jahrhundert datieren lässt, gehören namentlich ein Haupthaus (Gebäude 16), ein weiteres großes, als Speicher- oder Magazingebäude gedeutetes, rechteckiges Bauwerk (Gebäude 4), sowie verschiedene kleinere Gebäude mit derselben Bauausrichtung. Das rund 500 m² große Hauptgebäude war bedingt durch den Umstand, dass der Nachfolgebau nicht auf dessen Grundriss aufsetzte, sondern eine andere Ausrichtung erhielt, sehr gut erhalten. Die Fachwerkstruktur war noch gut sichtbar, Bruchstücke des Innenputzes der Wände und Decken zeigten eine aufwendige und qualitativ hochwertige Bemalung, bei der florale Ornamente, Ranken und konzentrische Kreise dominierten. Als Bodenbelag diente ein Estrich aus Kalkmörtel. Der in etwa symmetrische, aber nicht streng rechtwinklige Grundriss zeigte eine große Halle, die auf allen Seiten von länglich rechteckigen Räumen umgeben war. Die Halle selbst war mit einer, ein südöstlich angrenzender Raum mit zwei Herdstellen beheizbar. Auffällig und ungewöhnlich ist ein aus den Fluchten des Gebäudes herausspringender Raum an der südöstlichen Ecke des Bauwerks. Das mutmaßliche Speichergebäude nahm mit seinen Abmessungen von 25 m mal 11 m eine Fläche von 275 m² in Anspruch und zeichnete sich noch deutlich im anstehenden Boden ab.

### Steinbauphase
In der folgenden, nicht näher datierten Steinbauphase wurde die Ausrichtung der Gebäude aus der generell von Nordost nach Südwest verlaufenden Ausrichtung um einige Grad gegen den Uhrzeigersinn nach Norden gedreht. Es kam jedoch zu keiner Änderung in der Funktion des Anwesens. Die älteren Holz- und Fachwerkgebäude wurden nicht abgebrannt, sondern niedergelegt, was auch den guten Erhaltungszustand der oben beschriebenen, älteren Bauten erklärt.

#### Hauptgebäude
Das Hauptgebäude der Steinbauphase (Gebäude 1) war ein Risalitbauwerk, aus dessen imposanter, 50 Meter langer Vorderfront zwei Eckrisalite hervorsprangen. Der nordwestliche Eckrisalit war nachgewiesenermaßen hypokaustiert und wurde durch ein angebautes Praefurnium beheizt. Für den südwestlichen wird analog mit einiger Sicherheit vermutet, dass er ebenfalls beheizbar war. Im Estrich des nordwestlichen Eckrisalits fanden sich noch die Abdrücke genagelter römischer Schuhe. Beide Risalite waren über eine Portikus miteinander verbunden, welche die Vorderfront des Gebäudes repräsentativ gestaltete. Hinter der Portikus befand sich eine zentrale Halle oder aber ein offener Hof mit quadratischem Grundriss, der beidseitig von verschiedenen Räumen flankiert wurde. Untersuchungen der Mauerwerksverbindungen zeigten, dass die Risalite und die Portikus möglicherweise erst zu einem späteren Zeitpunkt an das Kerngebäude angebaut worden sind. Rechtwinklig versetzt zum Hauptgebäude befand sich ein weiterer Großbau (Gebäude 3), dem eher eine repräsentative denn eine wirtschaftliche Funktion zugewiesen wurde. Zusammen mit dem Hauptgebäude bildete Gebäude 3 einen Hof, an dessen übrigen Rändern mehrere Brunnen gegraben worden waren. In diesem Kontext zu sehen ist auch ein kleiner Steinbau (Gebäude 9) gegenüber dem Hauptgebäude auf der Gegenseite des Hofes, in dessen Innerem sich ein holzverschalter Brunnen befand.

#### Wirtschaftsgebäude und Horrea

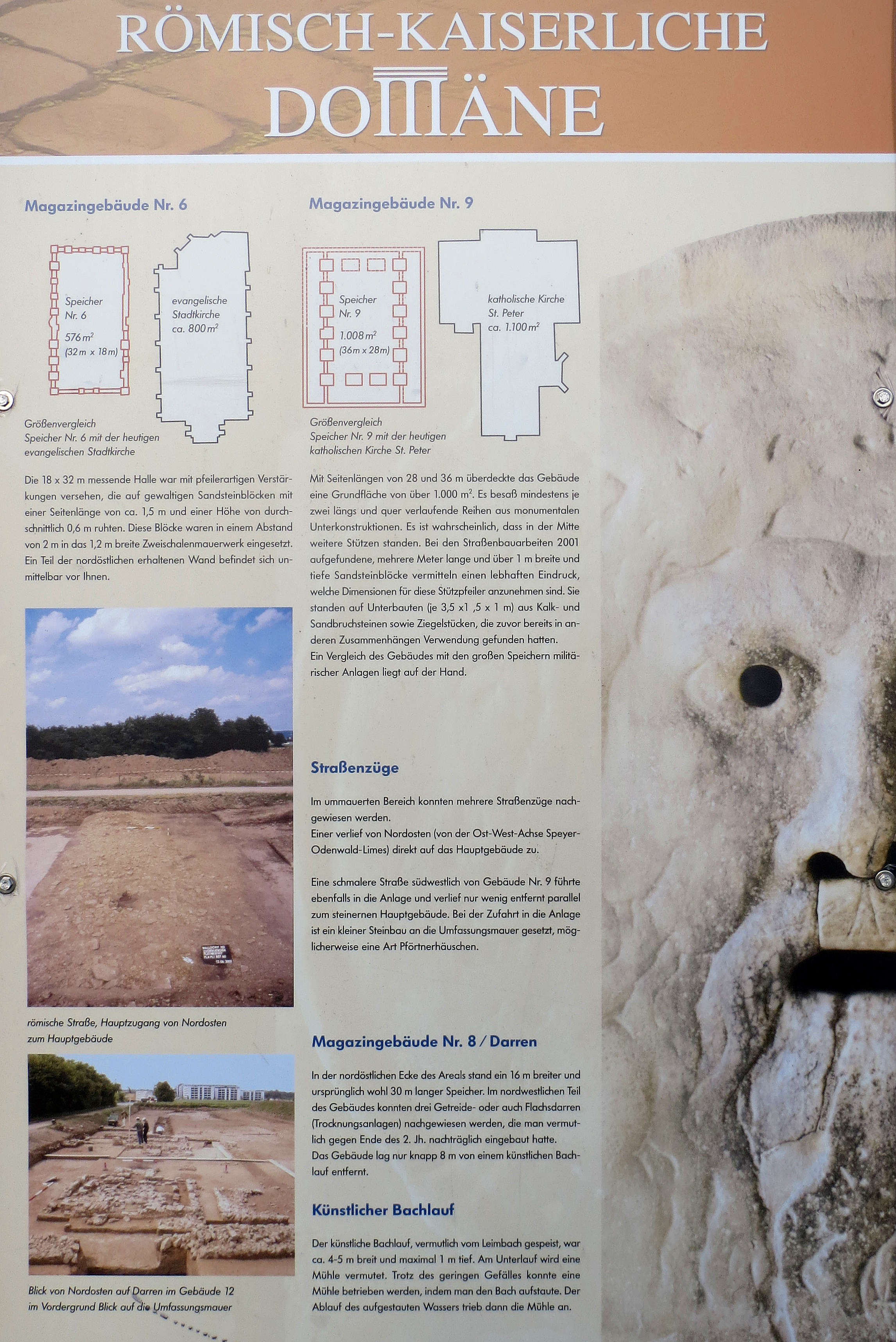
Infotafel mit den Grundrissen zweier Horrea

Die zur Errichtung der Baulichkeiten des Anwesens erforderliche, nicht unerhebliche Menge Kalk wurde offenbar an Ort und Stelle produziert. Dafür spricht die Identifizierung zweier Kalkbrennöfen (Gebäude 5) neben der Nordostecke des oben beschriebenen Gebäudes 9.
Insgesamt drei Gebäude (Gebäude 6, 12 und 13) wurden als Horrea angesprochen. Als mit Abstand größte Wirtschaftsgebäude beherrschten sie die Anlage und verweisen auf den möglichen Zweck des überdurchschnittlich großen Landgutes (siehe weiter unten). Gebäude 6 befand sich in der östlichen Ecke des Areals, etwa 12 bis 15 Meter von einem künstlich angelegten Bachlauf entfernt. Es bedeckte mit seinen Abmessungen von rund 18 m mal 24 m eine Fläche von 432 m². Seine 1,2 m starken, zweischaligen Außenwände waren in Abständen von zwei Metern durch pfeilerartige Konstruktionen verstärkt, die auf mächtigen Steinsubstruktionen mit einer Seitenlänge von 1,5 m und einer Höhe von 0,6 m ruhten. Ein zweiter Speicherbau (Gebäude 12) befand sich in der nördlichen Ecke des Geländes, knapp acht Meter von dem genannten Bachlauf entfernt. Seine ursprünglichen Abmessungen betrugen wohl rund 16 m mal 30 m (= 480 m²). In seinem Inneren waren nachträglich, wohl gegen Ende des zweiten Jahrhunderts, drei Darren eingebaut worden, die zur Trocknung von Flachs und Getreide dienten. Bei der Konstruktion der Darren waren Mühlsteinfragmente sekundär verwendet worden. Dies und die Nähe zu dem künstlichen Wasserlauf regte die Archäologen zu der Vermutung an, dass sich auf dem Gelände auch eine noch nicht lokalisierte Mühle befunden haben könnte. Das dritte und größte Horreum (Gebäude 13) war leider bereits durch die modernen Baumaßnahmen gestört und nur noch in Resten erhalten. Die noch vorhandenen Reste erlaubten jedoch die Rekonstruktion eines Großgebäudes mit einer Grundfläche von über 1000 m². Das Bauwerk wurde von mindestens je zwei längs- und querverlaufenden Steinsubstruktionen gestützt, weitere Unterbauten werden vermutet. Die Stützpfeiler besaßen einen Umfang von ein mal einem Meter und waren mehrere Meter lang. Diese heute noch im Gelände befindlichen Sandsteinblöcke lassen die Dimensionen des Gebäudes erahnen. Sie standen auf Unterkonstruktionen mit den Abmessungen von jeweils 3,5 m mal 1,5 m mal 1,0 m, die aus Sand- und Kalk- sowie Ziegelsteinen zusammengefügt waren.
Die Größe und Komplexität der Anlage, insbesondere die Existenz des gewaltigen Speichergebäudes 13, das normal für römische Militäranlagen, aber völlig untypisch für zivile villae rusticae ist, ließen die Vermutung aufkommen, dass es sich bei dem Walldorfer Anwesen nicht um ein privatwirtschaftlich betriebenes Landgut, sondern möglicherweise um eine staatliche Domäne handelte, deren Aufgabe vermutlich in der Versorgung der Truppen des Neckar-Odenwald-Limes und später des so genannten Vorderen Limes bestand.
Da kein Zerstörungshorizont identifiziert werden konnte, kann davon ausgegangen werden, dass die Villa rustica kein gewaltsames Ende fand, sondern mit dem Rückzug der römischen Truppen und der Rückverlegung des Limes an den Rhein um 259/260 (womit die mutmaßliche Funktion der Domäne auch ihren Zweck erfüllt hatte), eine planmäßige Räumung der Anlage vorgenommen wurde.

## Befundsicherung und Denkmalschutz
Einige Grundmauern konnten restauriert werden und wurden – so gut dies in einem Gewerbegebiet möglich ist – in als Grünanlagen gestaltete Freiflächen integriert. Hinweistafeln vor Ort erläutern den Aufbau und den historischen Hintergrund des Komplexes.
Die Villa rustica bei Walldorf ist ein Bodendenkmal im Sinne des Denkmalschutzgesetzes des Landes Baden-Württemberg (DSchG). Nachforschungen und gezieltes Sammeln von Funden sind genehmigungspflichtig, Zufallsfunde an die Denkmalbehörden zu melden.